# Korablino, Korablinskij
Korablino (ryska: Кораблино) är en stad i Rjazan oblast i Ryssland med över 12 000 invånare. Belägen cirka 40 kilometer söder om staden Rjazan, ost om vattendraget Kaluzinka och strax väster om floden Ranova.
Koroblino är den administrativa huvudorten i distriktet Korablinskij rajon sedan 1965.
Avfolkningsbygden har förlorat nästan 3 000 invånare på 20 år sedan 1989 då befolkningen var 15 349 invånare. 2010 hade siffran sjunkit till 12 658 invånare.

## Galleri

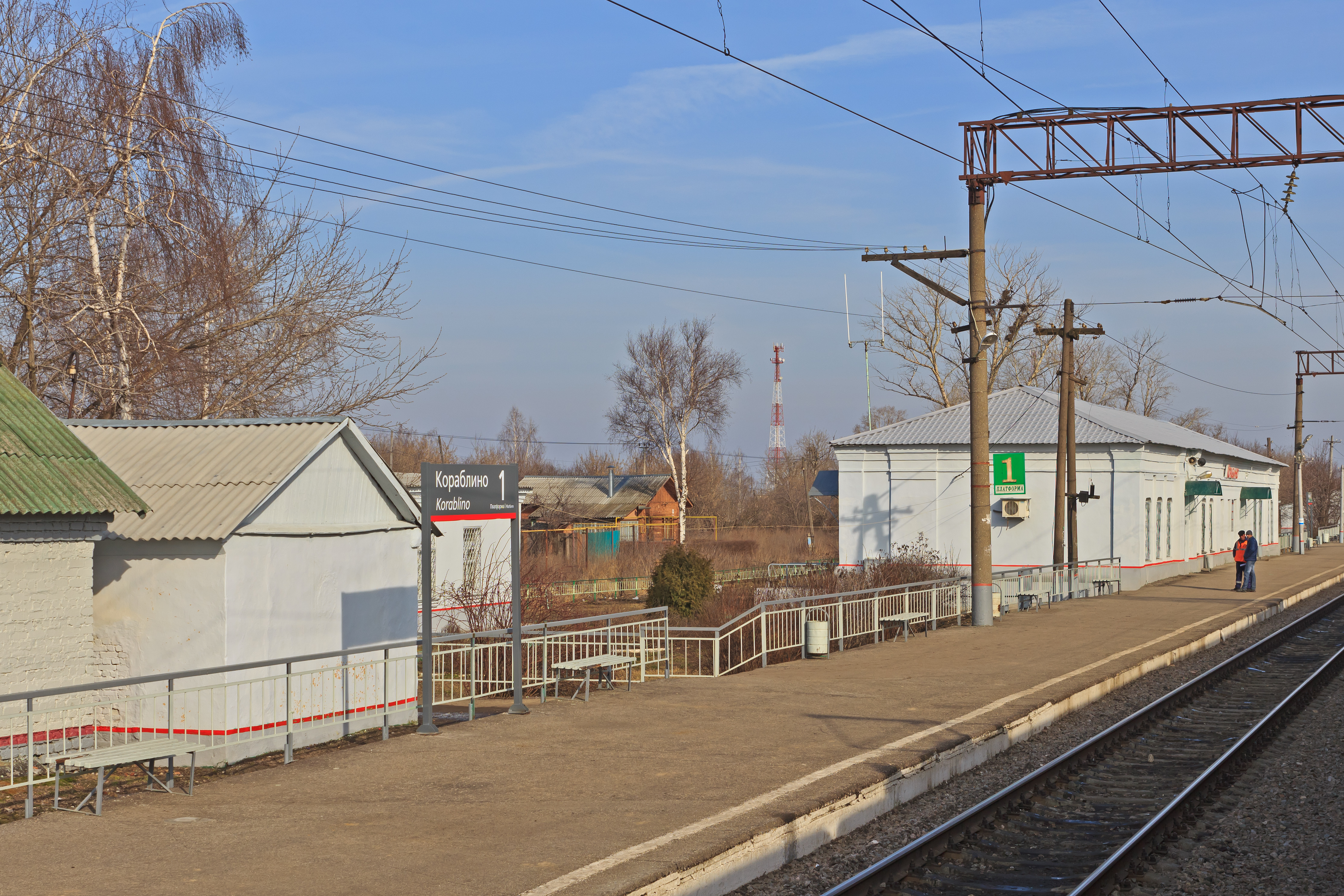
Järnvägsstationen i Korablino, en del av den transsibiriska järnvägen
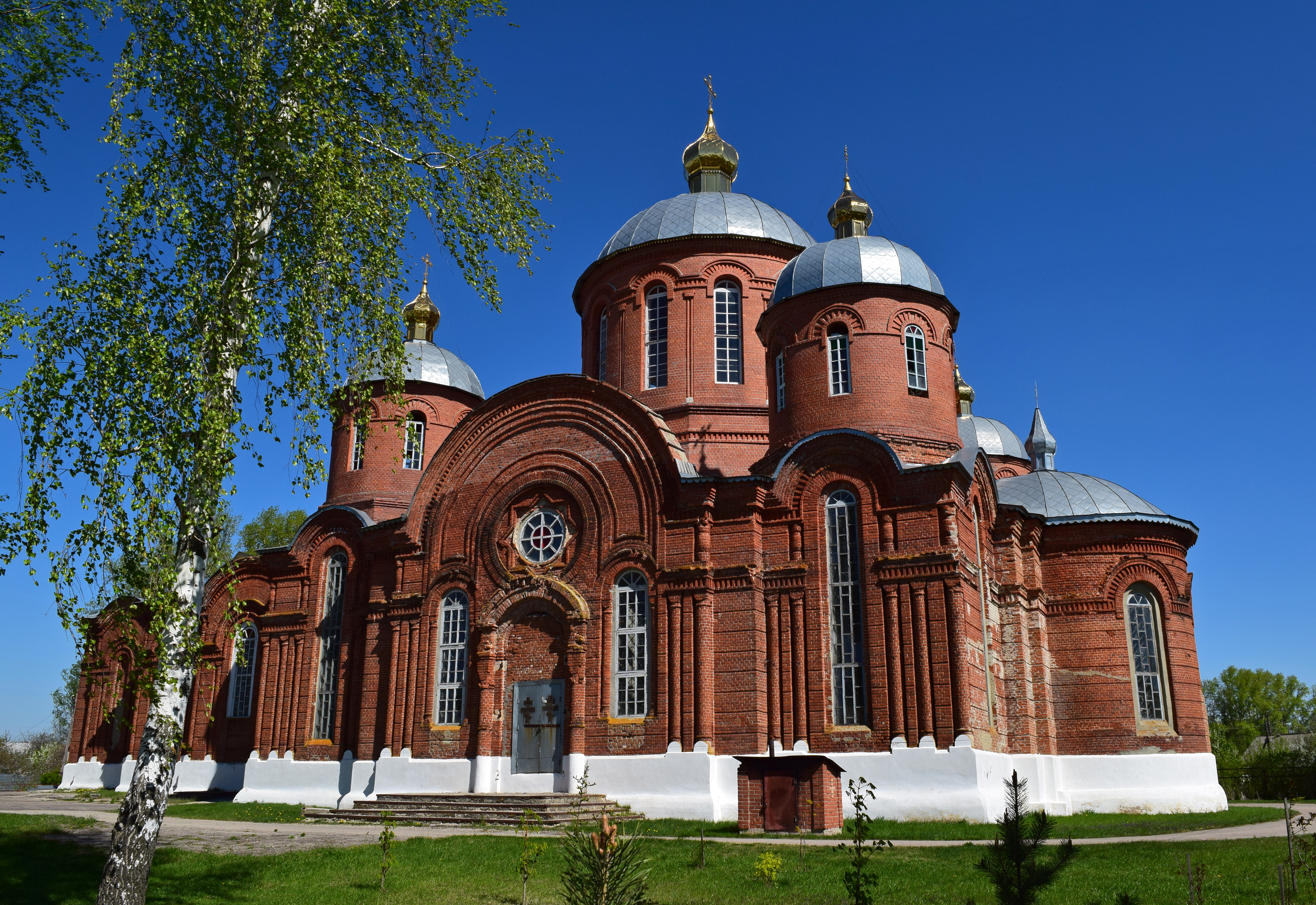
Tserkov' Pokrova Bogoroditsy-kyrkan i Korablino
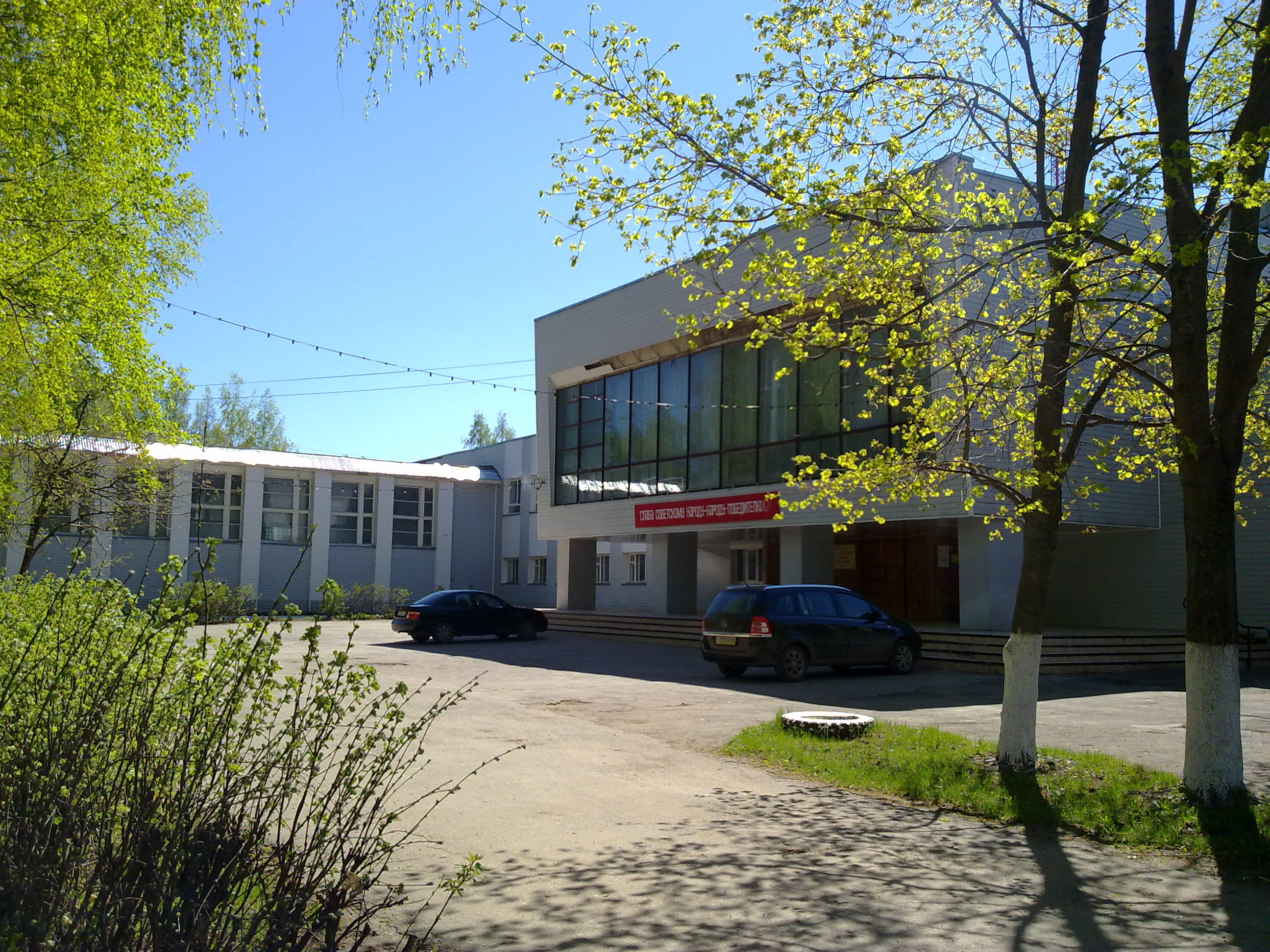
Kulturhuset i Korablinskij, 2013.
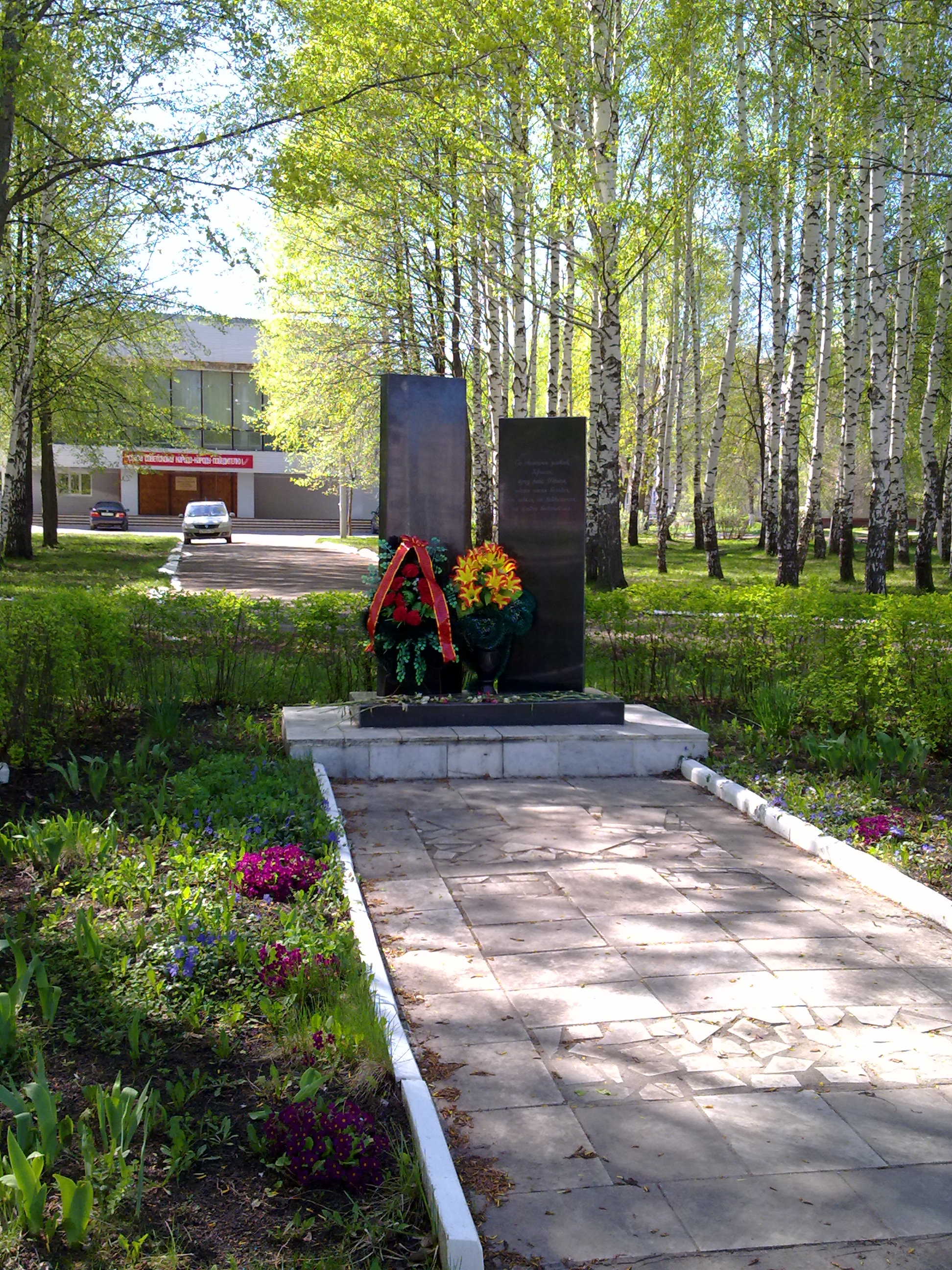
Monument till ära av skeppsbyggare från staden tillsammans med minneslund för de fallna i andra världskriget och i Tjernobylolyckan
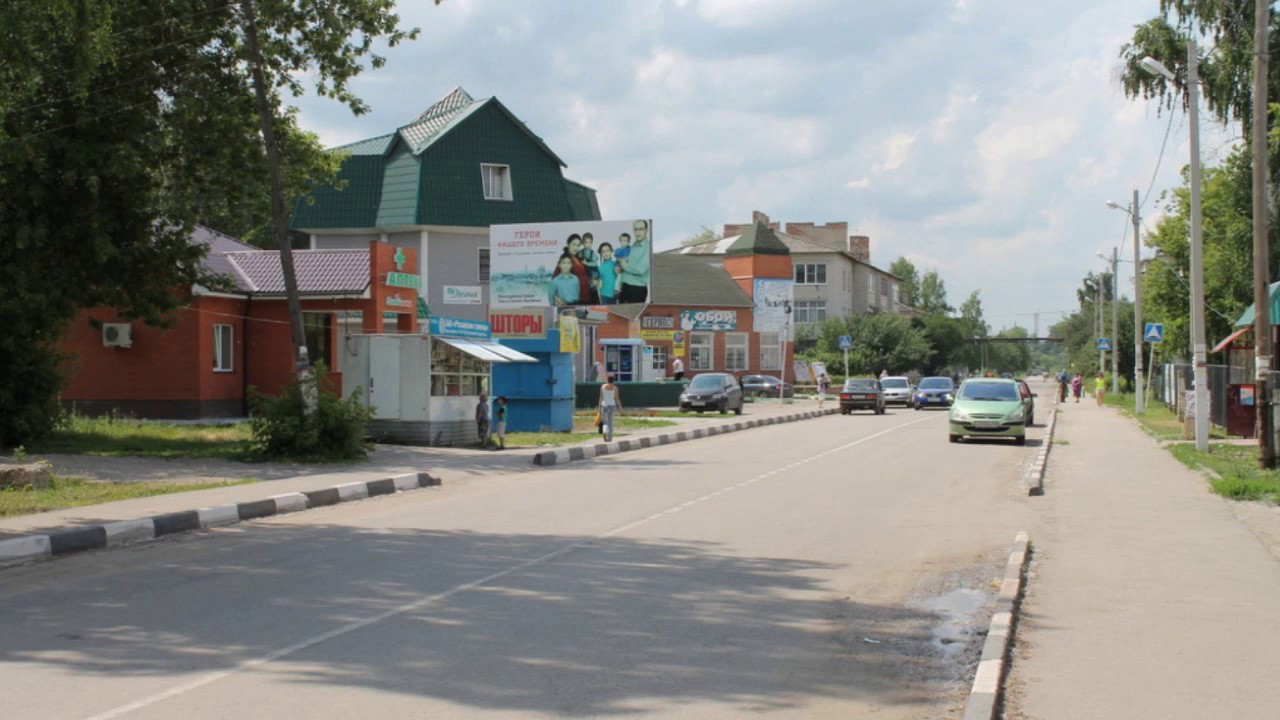
Gata i Korablino.
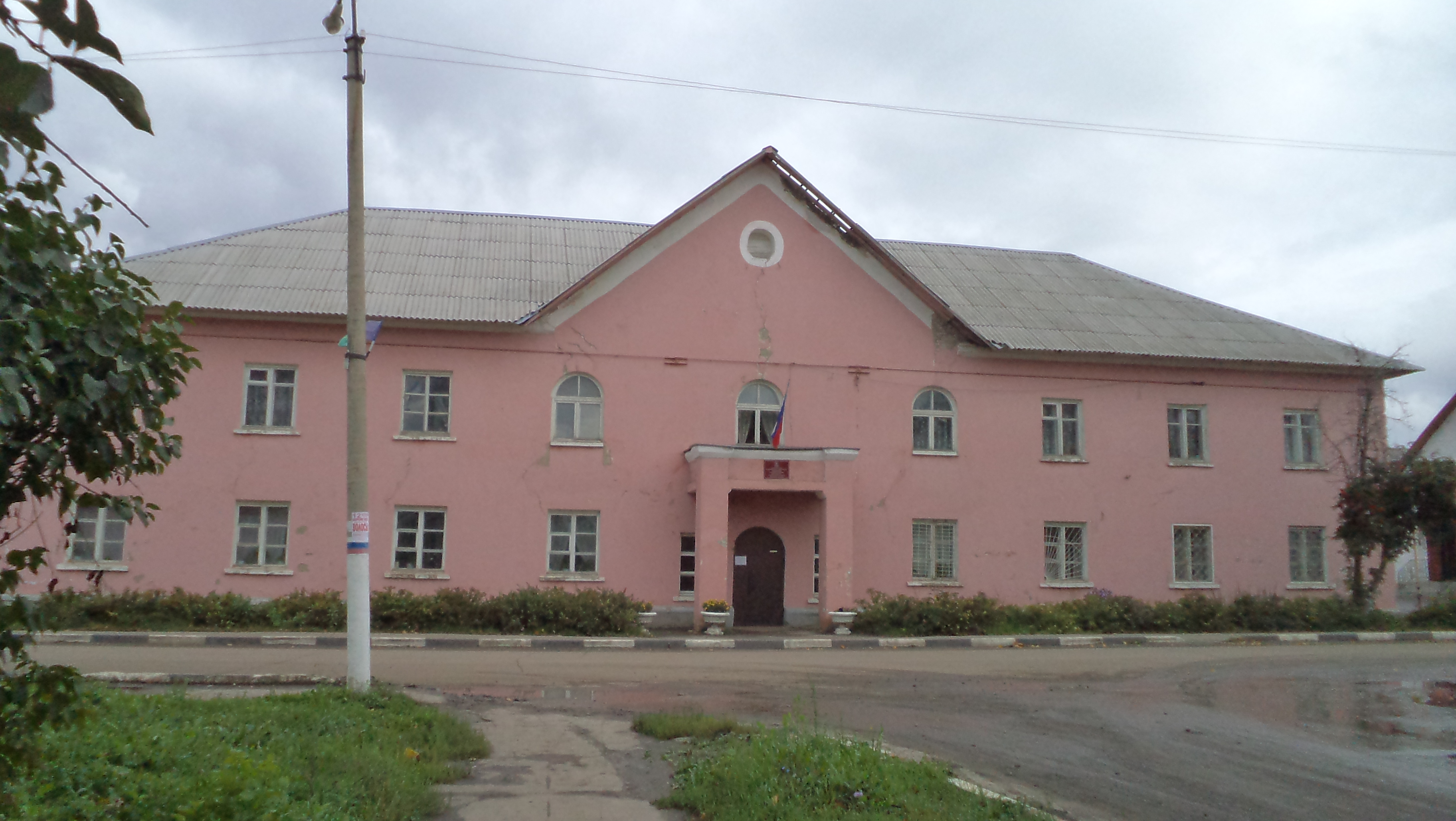
Stadens stadshus, 2013.
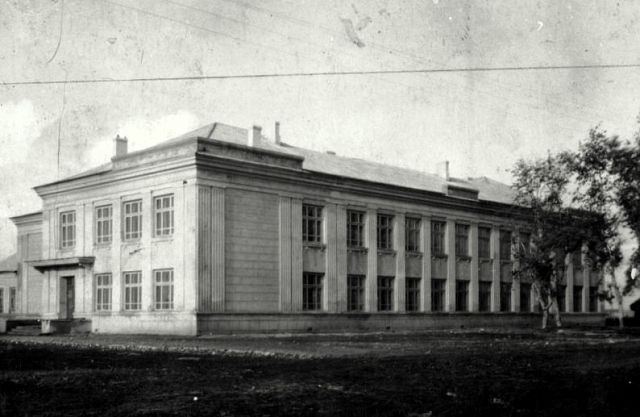
Korablinos stadshus år 1940, innan Wehrmachts bombningar.
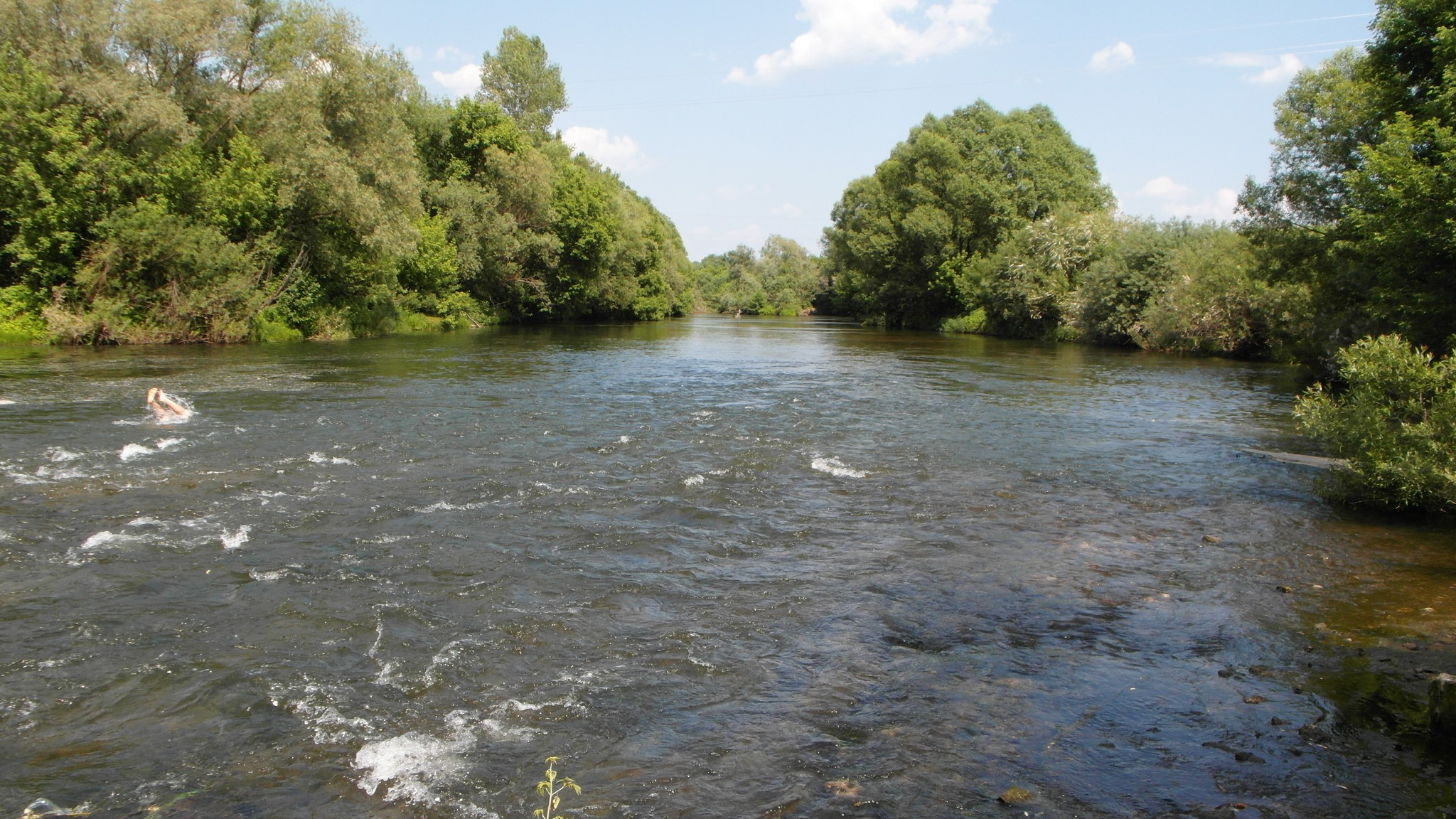
Okafloden.
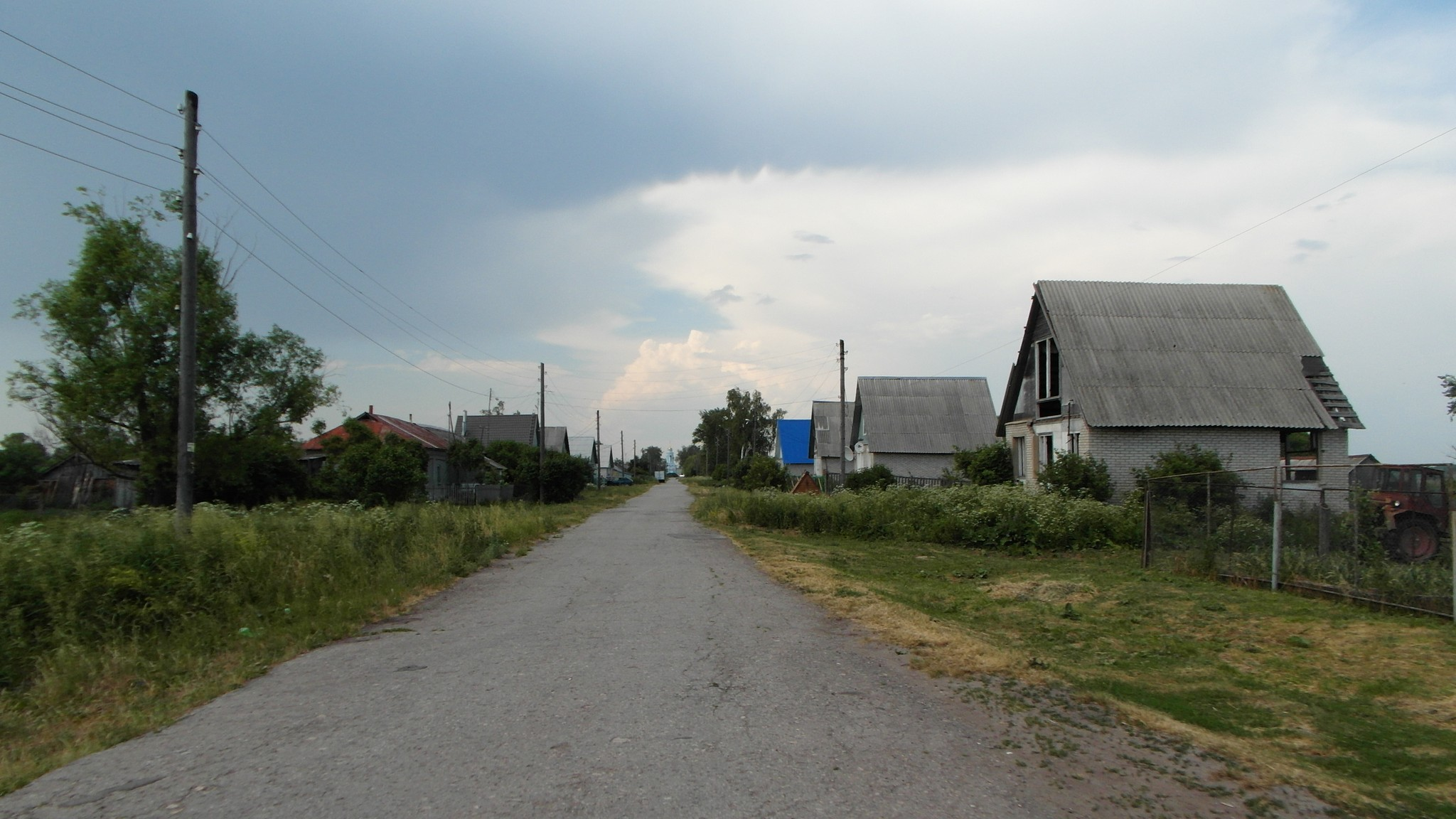
Stadens utkant och lantbruksområden.